# Anaksimander
Anaksimánder (starogrško Άναξίμανδρος: Anaxímandros; tudi Aniksimander), starogrški filozof in astronom, * 609/610 pr. n. št. Milet, † 546 pr. n. št.

## Življenje in delo
Anaksimander je bil predstavnik jonske filozofske šole in Talesov sopotnik ali učenec. Verjetno je bil Anaksimenov učitelj ali prijatelj. Podobno njemu je veljal za izumitelja (prva geografska karta sveta, instrumenti za gradnjo) ter pa veljal tudi za uspešnega državnika. Napisal je prvi grški filozofski spis O naravi (Περί φύσεως - Perí fýseos). Iz tega dela je ohranjen samo en stavek. Obširnejši so doksografski podatki. Prvi se je spraševal o načelu, počelu vsega in ga imenoval apeiron. Neskončnost je po kvaliteti nedoločena, prostorsko in časovno neomejena snovna praosnova vseh stvari (arhe), ki iz sebe zaradi neprestanega gibanja izdvaja nasprotja in na ta način povzroča nastanek posameznih stvari. Razvoj nasprotij se nujno konča s spajanjem, z vračanjem posameznega v prvobitno splošno. Kot Aristotel navaja v svoji Fiziki, je za Anaksimandra apeiron nesmrten in ne more imeti nekega svojega zasebnega načela, ker če bi ga imelo, bi imelo tudi svojo mejo. Na vprašanje, kaj je apeiron, odgovarja: neomejeno, brez konca in brez specifikacij. Pomembna so njegova odkritja v astronomiji. Zanj je imela Zemlja obliko valja ali kamnitega stebra, katerega višina je enaka tretjini osnovnice. Zemlja prosto lebdi v zraku v središču sveta. Sonce, Luna in zvezde naj bi bile različno oddaljene; Sonce najdlje, zvezde pa Zemlji najbližje. Sonce si je zamišljal kot kolo s premerom 27 ali 28 Zemljinih premerov. Votel obroč kolesa naj bi napolnjeval ogenj, viden le skozi okroglo odprtino. Na podoben način je razlagal tudi Luno, ta obroč naj bi bil širok 19 Zemljinih premerov. Zvezdno kolo pa je postavil nekje med Luno in Zemljo. Nastanek Sončevih in Luninih mrkov je razlagal z začasno zamašitvijo lukenj v obročih, Lunine mene pa z rednimi delnimi zamašitvami. Ni popolnoma jasno, kako si je zamišljal zgradbo sfer in obročev, saj so morali notranje ležeči sloji prepuščati Sončevo svetlobo, njih lastna svetloba pa je izhajala le skozi odprtine. Zvezde je postavil najbližje k Zemlji, kar govori o tem, kako malo so Grki takrat opazovali nebo, saj je očitno, da niso poznali niti Luninih okultacij svetlih zvezd. Tako je zasnoval svojo novo kozmološko sliko, ki je v grško astronomijo uvedla geometrizacijo fizičnega Vesolja. Del ohranjenih Anaksimadrovih fragmentov priča o tem, da je morda prišel na idejo o evoluciji živih bitij. Njegovo učenje o nastanku organskega življenja v vodi in razvoju živih bitij preko nižjih organizmov do človeka predstavlja pomembno anticipacijo sodobne teorije o poreklu vrst. Napravil je nebesno kroglo (σφαῖρα - sfaira) in sestavil prvo geografsko karto za katero je kasneje napisal besedilo njegov rojak Hekataj. Prvi je uporabljal gnomon, s katerim je določil kot med ekliptiko in ekvatorjem.

## Ohranjen fragment Anaksimandrove knjigeO naravi:
»Anaksimander je postavil za pravzrok (arhe) in prvino vsemu, kar biva, apeiron (neskončno, nedoločeno) in je tudi prvi rabil to ime. Pravi pa, da to ni voda ne katera drugih tako imenovanih prvin, ampak neka svojevrstna neskončna podat, iz katere sestoje vsi nebesni svetovi v njih: 'Iz česar pa stvari nastajajo, v tistem tudi minevajo po Nujnosti; zakaj druga drugi plačujejo kazen in poravnavo za krivdo po redu Časa.' Anaksimader je očitno opazoval presnavljanje štirih prvin iz ene v drugo, zato ni maral vzeti ne te ne one za podstat, temveč neko drugo mimo njih. Nastanka stvari ne izvaja iz kakovostnega spreminjanja prasnovi, temveč iz izločevanja nasprotij na podlagi večnega gibanja. « (DK 12A9, prevod po Sovrë: Predsokratiki, str 35). --

### Pravi tudi:
Logos je božji drobiž. Vsak nebeščan, ki spomladi požene, primakne zaznamek. Človek mu smisel doda, menjaje dolžino s kračino. Ko pesem odteče v ubranost, nedotakljivo umolkne. Tu ni razlik. Na obrobju smrtnih besed, v besednici smrti. V belem, brezčasnostnem šumu, skupku vseh govoric, pripuščenih na svet, ki ga – edinega – znamo čutiti.

## O njem in njegovih dosežkih
Diogen Laertski nam o Anaksimandru ohrani, da je rekel, da je počelo in prvina brezmejno, ne da bi ga pri tem opredelil kot zrak ali vodo ali kaj drugega. Posamezni deli se sicer spreminjajo, vesolje pa je nespremenljivo. Na sredini leži zemlja. /.../ Prvi je izumil gnomon ( uporablja se za določanje solsticijev, časa, letnih obdobij in enakonočij) in postavil sončno uro. Izdelal je tudi naprave za opazovanje ur. Prvi je narisal načrt Zemlje in morja. Izdelal pa je tudi maketo-kroglo.
Zgodnje krščanski teolog Hipolit Rimski nam v delu Proti vsem krivoverstvom o njem o ohrani: Anaksimander je bil torej Talesov učenec. Rekel je, da je počelo bivajočih (stvari) nekakšna narava brezmejnega, iz katerega nastanejo nebesa in svet znotraj njih. Ta (narava) je večna in nepostarljiva ter zaobsega vse svetove. Pravi, da je čas opredeljeni nastanek, bitnost in propad (bivajočih stvari). Ta Anaksimander je rekel, da je počelo in prvina bivajočih stvari brezmejno in prvi za počelo uporabil to ime. Poleg tega je za gibanje, v katerem pride do nastajanja nebes rekel, da je nekaj večnega. Zemlja lebdi (v zraku), ne da bi jo kar koli obvladovalo, in miruje zaradi enake oddaljenosti od vsega. Po obliki je zaobljena, zaokrožena, podobna kamnitemu stebru: ena izmed njenih ploskev je tista po kateri hodimo, druga pa se nahaja na nasprotni strani. Zvezde so nastale kot ognjen obroč in so se ločile od ognja v svetu, obdane pa so z zrakom. Obstajajo tudi izpuhi, ki so nekakšni cevasti prehodi(cev kovaškega meha), skozi katere vidijo zvezde; mrki nastanejo zato, ker se izpuhi zaprejo. Zaradi zapiranja ali odpiranja prehodov se tudi Mesec enkrat pokaže kot rastoč, drugič kot pojemajoč. Obroč Sonca je 27-krat večji od Mesečevega, Sonce pa se nahaja tudi najvišje, najnižje pa so obroči zvezd stalnic. Živa bitja nastajajo iz vlažnega, ki izpareva zaradi sonca. Človek je bil na začetku podoben neki drugi živali, mogoče ribi. Sprva so bila ta bitja obdana z bodičasto skorjo. Ko so stopila v zrelo obdobje, so se premaknila bolj na suho območje, pri tem pa se je njihova skorja razlomila. Šele takrat so iz njih izšli moški in ženske, ki so se lahko že sami hranili.
Vetrovi nastanejo iz najbolj pretanjenih izparin, ki se ločijo od zraka in se takrat, ko se nakopičijo, začnejo gibati; deževje nastaja zaradi izparevanja iz Zemlje, ki ga povzroči Sonce; bliski pa, ko veter naleti na oblake in jih razlomi.
Anaksimander je bil prvi, ki si je zamislil mehanični model sveta. Po njegovem modelu Zemlja prosto lebdi v središču neskončnega in je nič ne podpira. Na »istem mestu ostaja zaradi svoje indiference«. To stališče je Aristotel označil za domiselno, vendar napačno. Ima obliko valja, katerega višina je enaka tretjini njegovega premera. Ploščata zgornja stranica je naseljeni svet, ki ga obdaja krožni ocean.
Anaksimandrovo spoznanje, da svet prosto lebdi, ne da bi padel, in da ga nič ne podpira, mnogi štejejo za prvo kozmološko revolucijo in začetek znanstvenega mišljenja. Karl Popper je to zamisel označil za »eno od najdrznejših, najrevolucionarnejših in najsijajnejših zamisli v celotni zgodovini človeške misli«. Tak model je omogočil predstavo, da lahko nebesna telesa potujejo pod Zemljo, in privedel do razmaha grške astronomije.